# Lorenz Beger

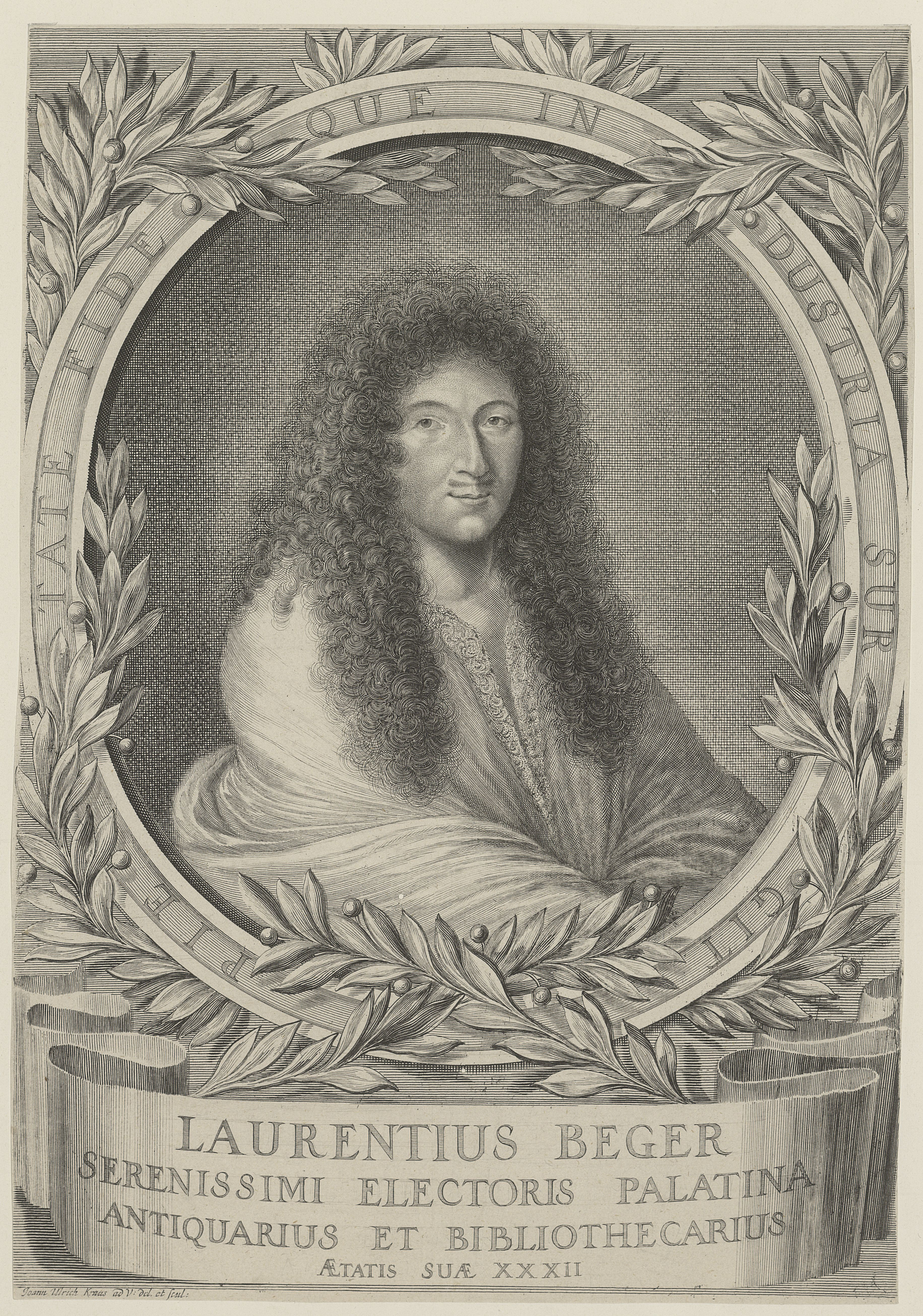
Lorenz Beger, Kupferstich von Johann Ulrich Krauß aus dem Jahr 1685

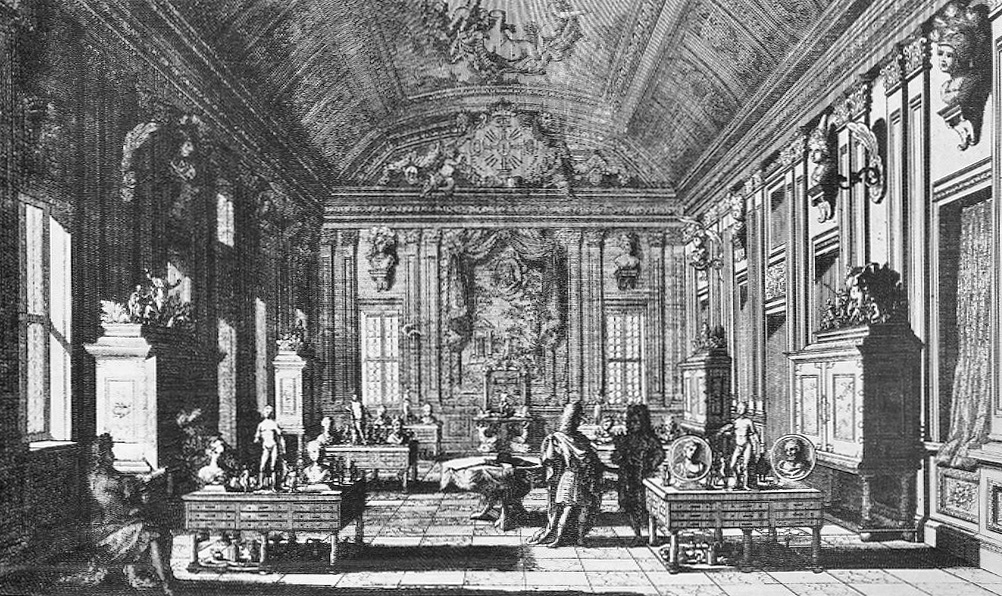
Münz- und Antikenkabinett im Berliner Stadtschloss (Lorenz Beger, Thesaurus Brandenburgicus 1696)

Lorenz Beger, Pseudonym Daphnaeus Arcuarius (* 19. April 1653 in Heidelberg; † 20. Februar 1705 in Berlin) war ein deutscher Archivar und Numismatiker. 

## Leben
Lorenz Beger, Sohn eines Ratsherrn und früheren Gerbers, studierte an der Universität Heidelberg ab 1669 zunächst Theologie, dann Rechtswissenschaft und schloss 1675 mit dem juristischen Lizenziat ab. Kurz darauf wurde er vom Pfalzgrafen Karl I. Ludwig in Heidelberg als Hofbibliothekar angestellt. Dort avancierte er bald zum Verwalter des Gemmen- und Münzkabinetts. Er wurde dort aber auch mit recht delikaten Aufgaben betraut. Unter dem Pseudonym Daphnaeus Arcuarius verfasste er im Auftrag des Pfalzgrafen eine Schrift zur Verteidigung der Vielehe unter dem Titel Kurtze/ Doch unpartheyisch- und Gewissenhaffte Betrachtung Deß In dem Natur- und Göttlichen Recht gegründeten Heiligen Ehstandes: In welcher Die seither strittige Fragen Vom Ehbruch/ Der Ehscheidung/ Und sonderlich Von dem vielen Weiber-nehmen/ Mit allem beyderseits gegebenen Beweißthumb/ Dem Christlichen Leser vorgestellet werden, um dessen morganatische Ehe mit Marie Luise von Degenfeld, einer ehemaligen Kammerfrau der Pfalzgräfin, zu verteidigen. Nach dem Tod des Pfalzgrafen kam es zu kurzzeitig zu Spannungen mit dem neuen Kurfürsten Karl II., der von ihm einen Widerruf zu seinem Buch erzwingen wollte.
Beger trat auch als Librettist am Heidelberger Hofe hervor; seine Verfasserschaft konnte bei den Stücken Heyrath Zwischen Cupido Und Psyche (aufgeführt am 20. Januar 1682) und Die Uber alle Tugende Triumphirende Tugend Der Beständigkeit (im Februar 1684) nachgewiesen werden.
Seine Arbeit als Bibliothekar legte Beger in dem 1685 erschienenen Katalog Thesaurus ex Thesauro Palatino selectus nieder, in dem die Gemmen, Münzen und sonstigen Altertümer der kurpfälzischen Sammlung verzeichnet waren. Nach dem Tod des Kurfürsten im selben Jahr und dem damit verbundenen Aussterben der protestantischen Linie Pfalz-Simmern wechselte Beger im Jahr 1686 als Kurfürstlicher Antiquar und Zweiter Bibliothekar nach Berlin an den Hof des Großen Kurfürsten, wo er sich auf seine altertumswissenschaftlichen Studien konzentrieren konnte. Im Jahr 1688 übernahm Beger unter Kurfürst Friedrich III. (ab 1701 als Friedrich I. erster preußischer König) zusätzlich das Antikenkabinett und ab 1693 die Leitung der gesamten Kunstkammer. In seiner Amtszeit erfolgte der Ankauf antiker Plastik aus der römischen Sammlung Bellori, die 1698 in Berlin eintraf, und weiterer Sammlungen (Johann Gebhard Rabener, Justizrat; Paul Werner, Maler; Raimund Faltz, Medailleur). Die Neuaufstellung der Kunstkammer im Berliner Schloss 1703 wurde von Beger maßgeblich dahingehend beeinflusst, dass in Teilen ein Ansatz zur historischen Systematisierung vorgenommen wurde. Sein Nachfolger als Antiquar der Sammlung wurde sein Neffe Johann Carl Schott.

## Leistungen
Neben seinen unmittelbaren Verdiensten für die Heidelberger und Berliner Antikensammlung ist Beger besonders durch seine numismatischen und philologischen Schriften bekannt. Er stand darin in der Nachfolge seines Heidelberger Lehrers Ezechiel Spanheim, eines der bedeutendsten Numismatiker des 17. Jahrhunderts. Begers besondere Leistung ist die Erklärung und Differenzierung mythologischer Motive in der antiken Kunst sowie die Zusammenstellung der Kunstdenkmäler verschiedener Sagenkreise, darunter die Figuren Meleager (1696), Alkestis (1703), Odysseus (1703) und Herakles (1705). Seine kommentierte Ausgabe des Florus, die er im Auftrag des Kurfürsten erstellte, wurde 1704 unvollendet abgedruckt. Der monumentale Thesaurus Brandenburgicus selectus (1696–1701), in dem eine große Auswahl der antiken Berliner Kunstdenkmäler verzeichnet ist, gilt als sein Hauptwerk und ist neben seinem Thesaurus ex Thesauro Palatino selectus der erste Katalog einer deutschen fürstlichen Antikensammlung.

## Schriften (Auswahl)

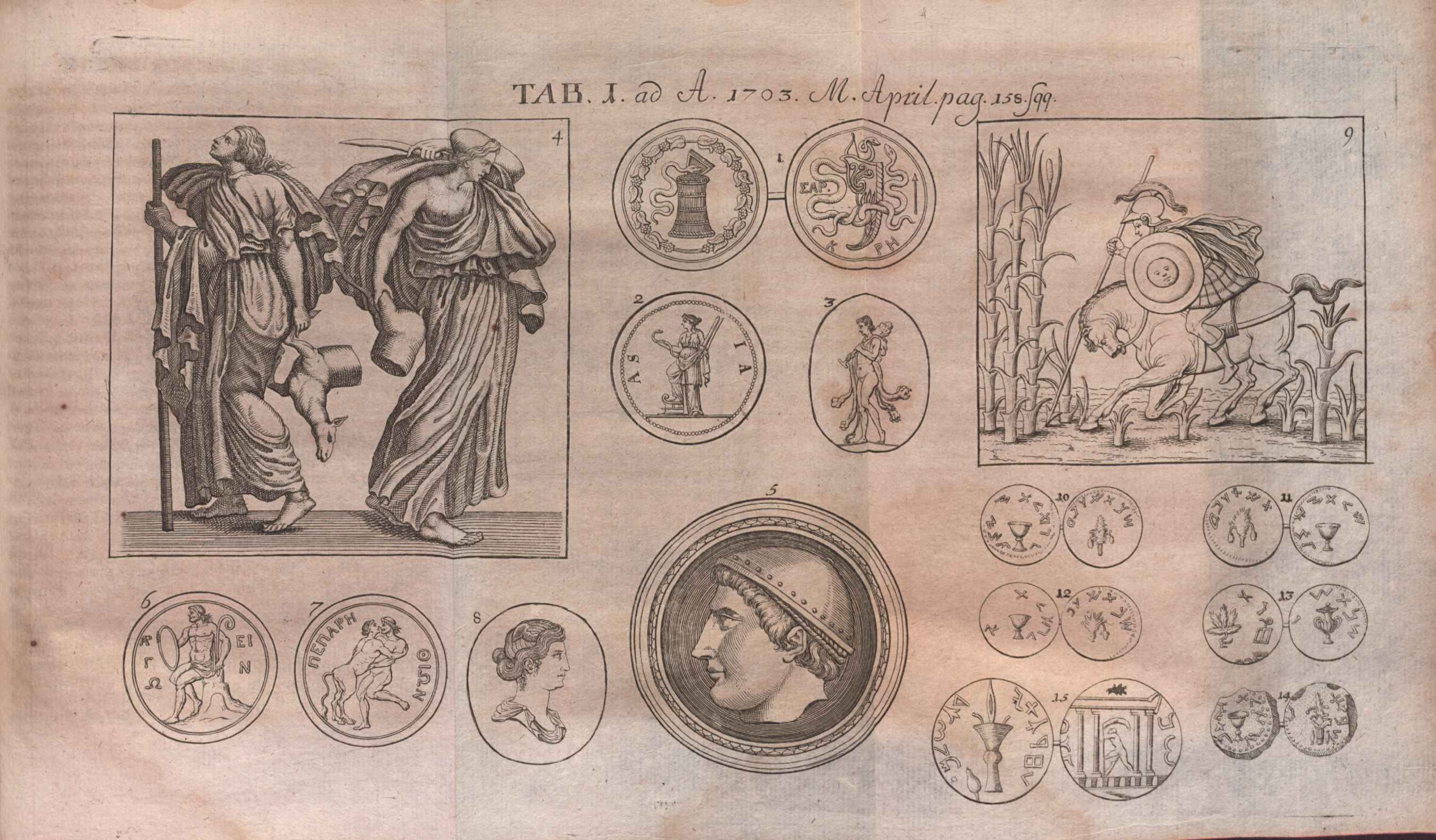
Illustration von der Rezension im De nummis Cretensium serpentiferis disquisitio antiquaria (Acta eruditorum, 1703)

- Kurtze, Doch unpartheyisch- und Gewissenhaffte Betrachtung Deß In dem Natur- und Göttlichen Recht ..., 1679
- Bellum et excidium trojanum, 1699 (Digitalisat der Staatsbibliothek zu Berlin)
- Thesaurus ex Thesauro Palatino selectus, 1685 (Digitalisat der Universitätsbibliothek Heidelberg)
- Observationes Et Coniecturae In Numismata Quaedam Antiqua, 1691
- Spicilegium antiquitatis, 1692
- Thesaurus Brandenburgicus selectus, sive gemmarum et numismatum Graecorum, in cimeliarchio electorali Brandenburgico elegantiorum series, commentario illustratae, … Continuatio sive numismatum Romanorum … series selecta, … Volumen tertium continens antiquorum numisnatum et gemmarum, … rariora, 3 Bände, Coloniae Marchicae 1696–1701 (Digitalisat der Universitätsbibliothek Heidelberg)
- Meleagrides et Aetolia, 1699
- De nummis Cretensium serpentiferis disquisitio antiquaria, 1702
- Numismata pontificum romanorum, 1703
- Numismata Modernorum, Berlin 1704
- Regum et imperatorum romanorum Numismata, 1710